# Rabia, Syria
Gaballe (tiếng tiếng Thổ Nhĩ Kỳ: Gebelli, tiếng Ả Rập: غابللي, đã Latinh hoá: Gaballī) hoặc Al-Rabiea (tiếng tiếng Thổ Nhĩ Kỳ: El-Rabia, tiếng Ả Rập: الربيعة, đã Latinh hoá: Al-Rābeīā), Cũng đánh vần Rabia (tiếng Ả Rập: ربيعة, đã Latinh hoá: Rābīāh) là một thị trấn ở phía tây bắc Syria, một phần hành chính của Tỉnh Latakia, nằm ở phía bắc Latakia. Các địa phương gần đó bao gồm Kesab ở phía bắc, Mashqita và Ayn al-Bayda ở phía tây nam và Qastal Ma'af ở phía tây. Theo Cục Thống kê Trung ương Syria, Rabia có dân số 1.986 người trong cuộc điều tra dân số năm 2004. Đây là trung tâm hành chính của Rabia nahiyah ("cấp dưới"), bao gồm 21 địa phương với dân số tập thể là 8.214 vào năm 2004. Cư dân của thị trấn và tiểu khu chủ yếu là người Hồi giáo Sunni gốc Turkmen.
Trong cuộc chiến Syria, nó đã bị Quân đội Syria Tự do kiểm soát cho đến ngày 24 tháng 1 năm 2016, khi lực lượng chính phủ Syria được hỗ trợ bởi các cuộc không kích của Nga chiếm quyền kiểm soát thị trấn, cắt đứt một kênh tiếp tế cho phiến quân chống Assad từ Thổ Nhĩ Kỳ Thành phố để chính quyền kiểm soát.